# Nagib Mahfuz
Nagib Mahfouz, egiptovski romanopisec in nobelovec, 11. december 1911, Kairo, Egipt, † 30. avgust 2006, Kairo.
Mahfuz je prvi dobitnik Nobelove nagrade za književnost (1989), ki je pisal v arabščini. Pisec Kairske trilogije, ki je v celoti prevedena v slovenščino.
Odraščal je v starih kairskih četrtih, ki so močno zaznamovale njegovo pisanje. Njegovi liki tako priljubljeni, da so postali sinonimi za človeške lastnosti. Po njegovih romanih so bili posneti številni filmi. Zaradi spora z versko oblastjo so bila njegova dela dolgo prepovedana. Leta 1994 ga je pred njegovim domom v vrat zabodel verski fanatik, vendar je napad preživel. Umrl je leta 2006 v 95. letu starosti.